# Partit Rus de la Llibertat i la Justícia
El Partit Rus de la Llibertat i la Justícia (en rus: Российская партия свободы и справедливости) és un partit polític rus establert i registrat al 2012, sota el nom de Partit Comunista de la Justícia Social.

## Història
El partit va ser fundat amb la participació de l'antic líder del Partit Democràtic de Rússia, Andrey Bogdanov.
En les eleccions de 2013 a Volgograd, el partit va rebre un 5.04% (9.055 vots) rebent un escó en el Parlament de la ciutat.
En 2014, Bognadov es va convertir en líder del partit, succeint a Yuri Morozov en aquest càrrec. Andrei Brezhnev, net del Secretari General del Partit Comunista de la Unió Soviètica, va ser escollit Primer Secretari del Comitè Central. En l'elecció d'enguany, Brezhnev va ser el seu candidat al Parlament de Crimea i Sebastopol, però el partit no va guanyar cap escó.
A l'abril de 2021 Konstantin Rykov (exdiputat de Rússia Unida i productor) va ser electe com el president del partit i Maksim Shevchenko com el nou líder, tot i que posteriorment va dimitir del càrrec i va abandonar tota activitat al partit. En el mateix Congrés es va decidir modificar el nom i l'orientació política cap a un partit paraigua de tarannà socialdemòcrata.

## Crítiques
El Partit Comunista de la Federació Russa (KPRF) ha acusat el partit de ser una creació del Kremlin i Rússia Unida per a desviar els vots de la KPRF. Al seu torn, el Front d'Esquerres també va assenyalar el canvi de Shevchenko (que havia estat membre) com a "una traïció".